# Ercsi
Ercsi é uma cidade da Hungria, situada no condado de Fejér. Tem 65,31 km² de área e sua população em 2019 foi estimada em 8.065 habitantes.